# Monetazione provinciale
La monetazione provinciale tratta di quelle monete che sono state emesse da colonie ed alleati di Roma.

## Storia
Si tratta principalmente di monete sussidiarie o di monete emesse dai Romani utilizzando tipi che fossero meglio compresi da popolazioni di lingua greca. Spesso queste monete sono indicate col termine di coloniali. In passato, da alcuni numismatici era anche utilizzato il termine di Greche imperiali.
Le monete provinciali furono emesse in aree conquistate da Roma che continuarono dopo la conquista ad usare, almeno in parte, un sistema monetario diverso da quello dell'Impero romano. Queste monete rappresentano una continuazione del sistema monetario originale che esisteva nei luoghi prima dell'arrivo dei Romani.
Le monete provinciali furono prevalentemente usate nell'Oriente e nelle regioni vicine.
Inizialmente erano semplicemente la continuazione delle monete originali di una data area passata sotto il controllo dei Romani, ma in alcune circostanze (come per città fondate ex novo, o a causa della particolare predilezione di un imperatore) furono concessi nuovi permessi per coniare monete in metallo non prezioso.

## Leghe
La maggior parte di queste monete erano in leghe di bronzo ed ottone, e solo una minima parte fu coniata in argento, poiché le emissioni in argento erano controllate direttamente da Roma ed il monopolio del denario era utilizzato per controllare ed indirizzare l'economia anche di tutte le zone dell'impero.

## Zecche
L'autorità che emetteva, zecca, poteva essere una città come Corinto o Antiochia oppure regioni come l'Egitto o la Mesia, solo per fare qualche nome. Durante il principato di Traiano, la zecca di Antiochia fu la principale zecca per l'emissioni di dracme e tetradracmi, che furono anche coniate in biglione.
Le monete recano il nome di una città o regione oppure sono rinvenute solo in un'area determinata, perciò è spesso semplice identificare dove sono state coniate. Siccome recano il ritratto dell'imperatore è anche possibile identificare sotto quale principe sono state emesse le singole monete e ricaverne una datazione spesso molto accurata.

## Denominazioni
Le monete di bronzo erano di denominazioni che non ci sono note, ma alcune potrebbero essere oboli o chalkus greci mentre altre erano assi o sesterzi con le legende scritte con l'alfabeto greco o con l'alfabeto latino secondo l'area in cui circolavano.
Tuttavia non sappiamo sicuramente il nome delle monete. Per lo più circolavano solo a livello locale dato che il loro valore era molto basso. Tuttavia dall'analisi della loro condizione si suppone che la loro circolazione sia durata per molto tempo.

## Argento
Oltre alle monete di bronzo furono coniate anche monete d'argento che avevano il valore di dracma, stateri e tetradracmi.
Una delle monete d'argento più note nella monetazione provinciale è il cistoforo. Era una moneta del valore di quattro dracme, emessa nell'Asia minore ellenistico-romana - in particolare Pergamo - a partire dal 200 a.C. circa, sotto il regno di Attalo I. Pesava circa 12 g e, grazie alle sue ampie dimensioni, costituiva un ottimo veicolo di propaganda.